# Chloroclystis chlamydata
Chloroclystis chlamydata är en fjärilsart som beskrevs av Joannis 1906. Chloroclystis chlamydata ingår i släktet Chloroclystis och familjen mätare. Inga underarter finns listade i Catalogue of Life.